# Länsväg 215
Länsväg 215 går sträckan Finspång - Norsholm (vid E4). Den går i Östergötlands län och passerar även Kimstad och Skärblacka. Vägen är 34 km lång.

## Anslutningar
- Riksväg 51 (i Finspång)
- E4 (nära Norsholm)

## Historia
Länsväg 215 infördes år 1985. Innan dess var sträckan utan skyltade nummer. Cirka 1990 förlängdes väg 215 cirka 3 km mellan Norsholm och den nya E4 i samband med den nya E4-motorvägen. Före 1962 användes 215 som nummer på en annan väg, Köping - Åby, senare Riksväg 56.